# Pembrokeshire
Pembrokeshire (galeză Sir Benfro) este una dintre cele 22 zone de consiliu ale Țării Galilor. Pe lângă orașul reședință Haverfordwest (11.000 loc), alte orașe importante sunt: Milford Haven (14.000 loc.), Pembroke (7.000 loc.), Pembroke Dock (8.500 loc) și Fishguard (3.200 loc.).
1. ↑  Directions to the Local Democracy and Boundary Commission for Wales 2016 (PDF)
2. ↑   https://ons.maps.arcgis.com/home/item.html?id=a79de233ad254a6d9f76298e666abb2b Lipsește sau este vid: |title= (ajutor)